# Amphicteis sundevalli
Amphicteis sundevalli är en ringmaskart som beskrevs av Anders Johan Malmgren 1866. Amphicteis sundevalli ingår i släktet Amphicteis och familjen Ampharetidae. Arten har ej påträffats i Sverige. Inga underarter finns listade i Catalogue of Life.